# Timișu de Sus, Brașov
Timișu de Sus, mai demult Vama Timiș, (în maghiară Felsőtömös, în germană Obertemesch), este o localitate componentă a orașului Predeal din județul Brașov, Transilvania, România.

## Așezare
Localitatea stațiune climaterică, Timișu de Sus se află situată în depresiunea cu același nume, pe DN1 la o distanță de 18 km. de orașul Brașov și la 4 km. de Predeal. Din punct de vedere geografic, localitatea se află la o altitudine de 800-850 m. între Masivul Postăvarul la nord, Masivul Piatra Mare la est și Platforma Predealului la sud-vest.

## Scurt istoric
Săpăturile arheologice aduc dovezi ale unei locuiri încă din cele mai vechi timpuri, astfel în anul 2007, la 200 m. de DN1, în pădure la o altitudine de 800 m, s-a descoperit o cetate cu șanț, bermă, zid și bastion datată în epoca medievală.
Începând cu anul 1876, satul Timișu de Sus a aparținut Comitatului Brașov din Regatul Ungariei, apartenență ce se va încheia în anul 1920, odată cu semnarea Tratatului de la Trianon, tratat ce prevedea stabilirea frontierelor Ungariei cu vecinii săi. În perioada interbelică localitatea a aparținut administrativ-teritorial județului Brașov.

## Administrație și economie
Din punct de vedere administrativ, Timișu de Sus aparține orașului Predeal. Și această localitate la fel ca Timișu de Jos, este considerată o atracție turistică datorită peisajului, de aici plecând mai multe trasee montane de mare inters.
Din punct de vedere medical, stațiunea climaterică este recomandată în tratamentul afecțiunilor căilor respiratorii, stărilor de debilitate, tratarea nevrozelor astenice, rahitism și surmenaj. Cazarea turiștilor este asigurată în hoteluri, vile și pensiuni agroturistice. 

## Atracții turistice

##### Trasee montane
- Timișu de Sus-Masivul Piatra Mare

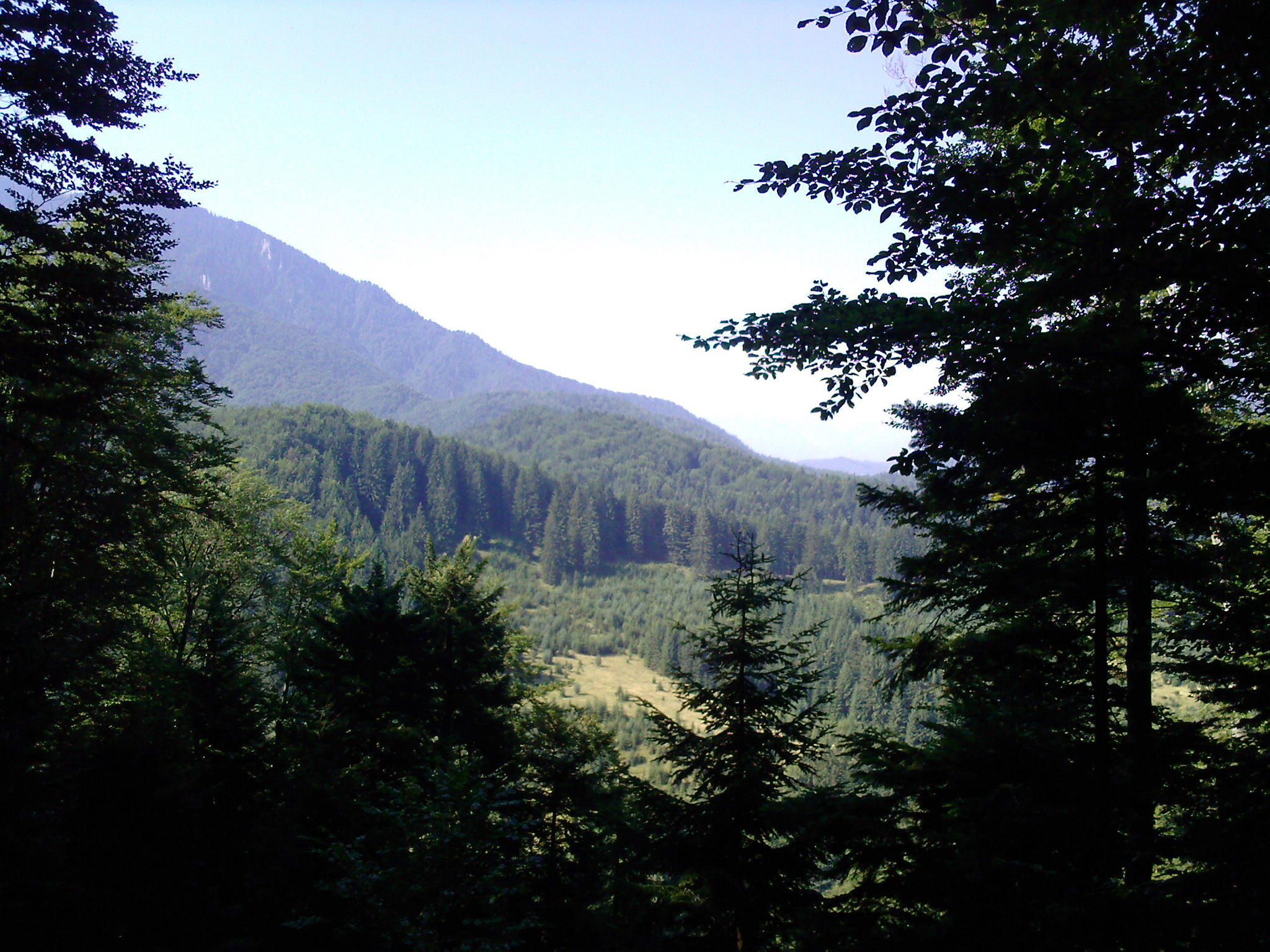
Spre Piatra Mare

- Timișu de Sus-Cheile Râșnoavei prin Valea Cerbului
- Timișu de Sus-Cabana Cheia din Masivul Postăvarul

##### Obiective turistice
- Cascada Tamina

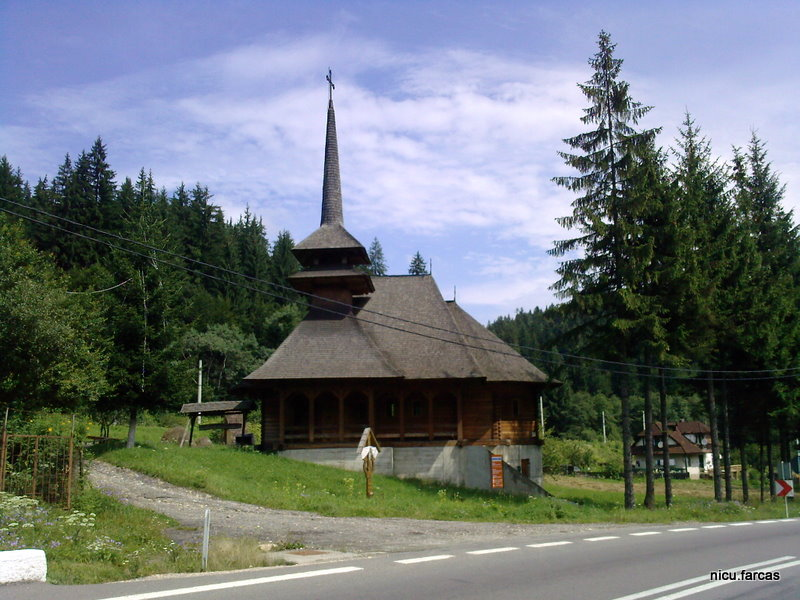
Biserica de lemn

- Biserica de lemn în stil maramureșan
- Mănastirea romano-catolică Congregațio Jesus
- Peștera de Gheață